# Tampere
Tampere (švedski: Tammerfors) je treći po veličini grad u Finskoj. Smješten je u jugozapadnom dijelu Finske i ima 211.522 (2010.) stanovnika. 
Grad je osnovan 1779. godine, razvoj mu počinje industrijalizacijom. 1783. osnovana je tvornica papira, a 1820. tvornica za proizvodnju tkanina od pamuka.

### Zemljopisni položaj
Tampere se nalazi između jezera Näsijärvi i Pyhäjärvi. Razlika u razini vode tih jezera iznosi 18 metara. Iz tog razloga sagrađena je hidroelektrana.
21. lipnja je izlazak sunca u 03:41, a zalazak sunca 23:12. 
Udaljenost od drugih gradova Finske:
| grad         | udaljenost | strana svijeta |
| ------------ | ---------- | -------------- |
| Helsinki     | 176 km     | SSO            |
| Jyväskylä    | 149 km     | NO             |
| Kotka        | 241 km     | SO             |
| Kuopio       | 293 km     | NO             |
| Lahti        | 126 km     | SO             |
| Lappeenranta | 274 km     | OSO            |
| Oulu         | 476 km     | NNO            |
| Pori         | 114 km     | W              |
| Turku        | 157 km     | SW             |
| Vaasa        | 242 km     | NNW            |

## Sport
Tampereen Pyrintö je košarkaški klub iz grada Tampere.

## Vanjske poveznice
- Webstranica gradal  Arhivirana inačica izvorne stranice od 29. travnja 2005. (Wayback Machine)